# Спајк Ли
Шелтон Џексон Ли (енгл. Shelton Jackson Lee; 20. март 1957), познатији као Спајк Ли (енгл. Spike Lee), амерички је филмски редитељ, редитељ, писац и глумац.
Неки од његових најпознатијих филмова су: Уради праву ствар, Љубавна грозница, Малком Икс, Двадесет пети сат и Црни члан КККлана.
Лијев рад истражује расне односе, питања унутар црначке заједнице, улогу медија у савременом животу, урбани криминал и сиромаштво и друга политичка питања.

## Биографија
Ли је рођен у Атланти од мајке која је била наставница и оца који је био џез музичар и композитор. Има два рођена брата и сестру. Када је био дете, породица се преселила из Атланте у Бруклин у Њујорку где је дипломирао на Универзитету у Њујорку у Школи уметности Тиш.